# Soplillo alpujarreño

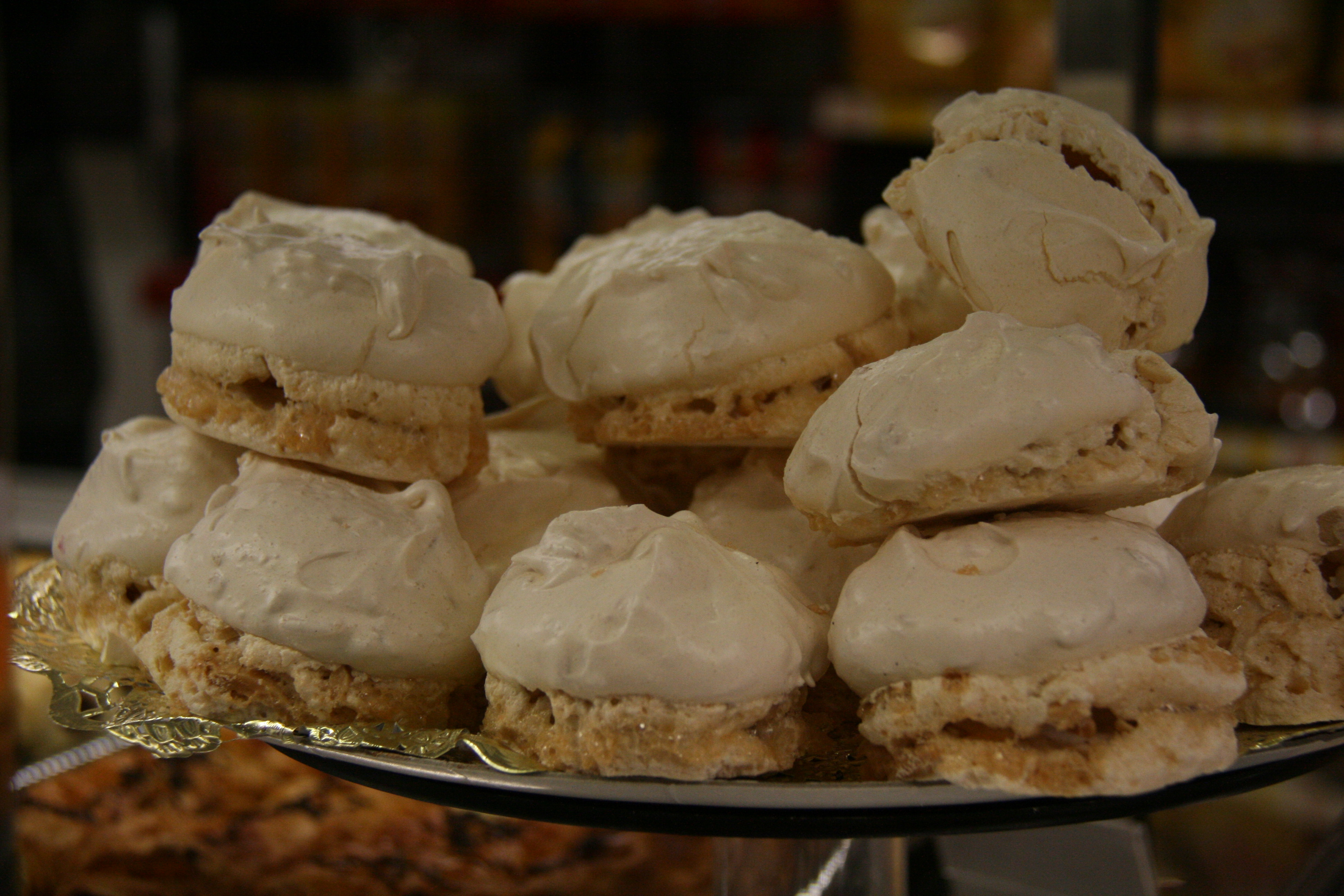
Soplillos alpujarreños

El soplillo alpujarreño es un dulce típico de La Alpujarra de Granada y Almería, en España, consumido en cualquier época del año, aunque suele ser más común en fechas marcadas como Navidad o Semana Santa.
Los más famosos y conocidos son los que se elaboran artesanalmente en pueblos como Murtas, Cádiar o Ugíjar entre otros, aunque su popularidad ha hecho que se extienda por diferentes puntos del país. 

## Historia
El soplillo tiene su origen durante la época nazarí y la estancia de los moriscos en toda la zona de La Alpujarra. La capacidad que tenían los moriscos para mezclar productos como la harina, la miel o la almendra daba como resultado postres que han quedado como insignia de estas comarcas.
Tradicionalmente, los moriscos empleaban únicamente miel para su elaboración. Ya a partir del siglo XV, tras el Descubrimiento de América, se empezó a emplear el azúcar gracias a su importación desde el Nuevo Mundo. Durante los siglos posteriores, la elaboración del soplillo perduró gracias principalmente a las congregaciones religiosas y a que la receta ha ido pasando de padres a hijos, generación tras generación, hasta nuestros días.

## Descripción
Para la elaboración del soplillo se necesita principalmente harina, almendra, azúcar, huevos, aceite de oliva y ralladura de limón.
Aunque se asemeja bastante al típico merengue, lo cierto es que el soplillo se diferencia por su solidez y consistencia, siendo la almendra el producto que lo caracteriza. Se utiliza la ralladura y no el limón solo ya que el huevo se puede cortar, separando las yemas. La clave para su elaboración, y la parte más compleja, es saber cuándo sacar los soplillos del horno ya que tienen que estar algo abiertos y dorados por encima pero sin llegar a tostarse.
Un dato curioso sobre la elaboración de los soplillos es que, al necesitar de los huevos nada más que las claras, tradicionalmente se guardan las yemas para elaborar a continuación otro dulce que tiene como base la misma receta: los almendrados. 